# Aston Martin
Aston Martin Lagonda Global Holdings plc är en brittisk personbilstillverkare med sportbilsmärket Aston Martin, introducerat 1915. Huvudkontor och fabrik ligger i Gaydon sedan 2003. 
1947 slogs Aston Martin ihop med Lagonda, sedan de båda företagen köpts upp av traktortillverkaren David Brown Ltd.. 

## Historia

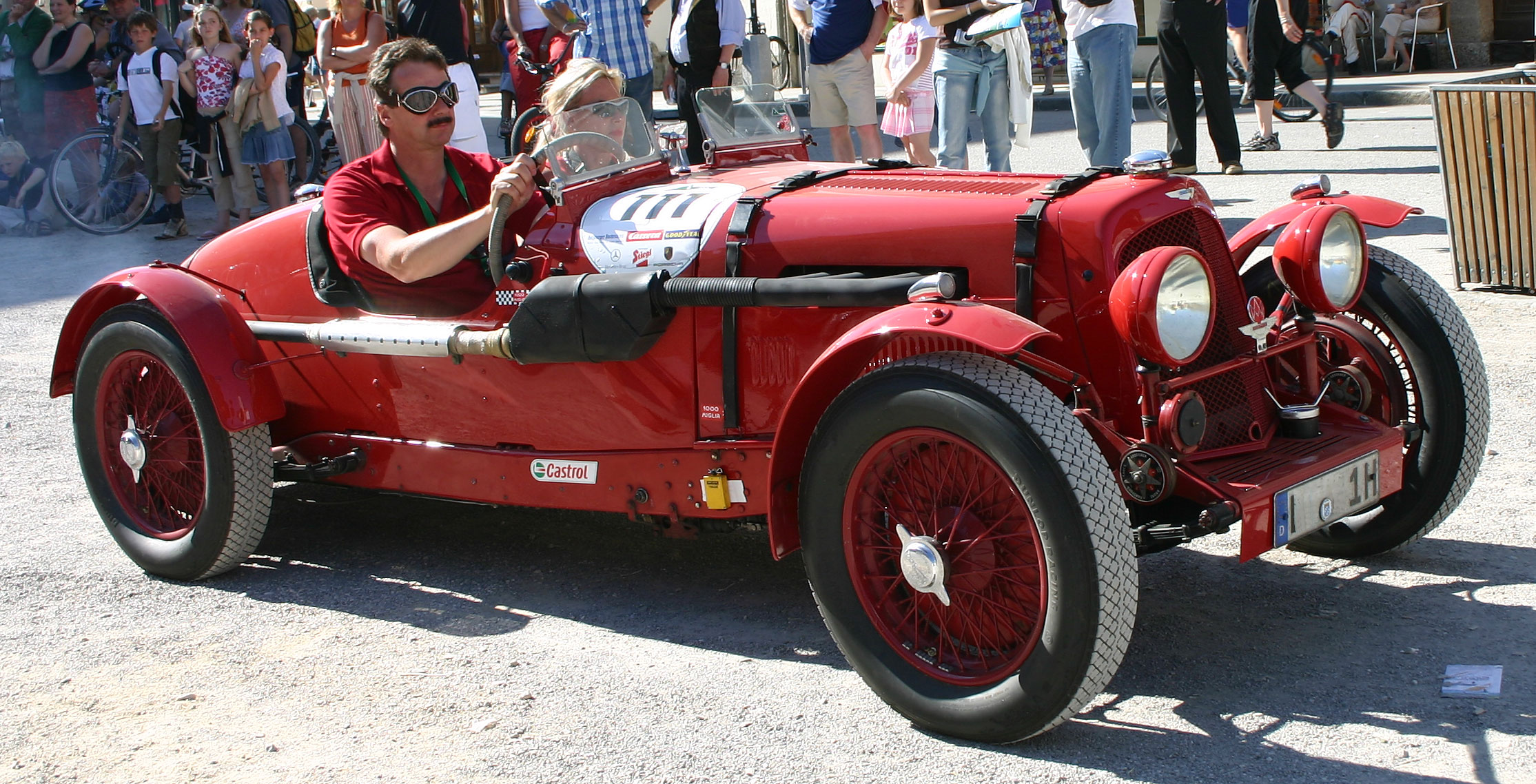
1937 Aston Martin

Aston Martin grundades 1913 av Lionel Martin och Robert Bamford under namnet Bamford & Martin. De hade året före inlett ett samarbete för att sälja bilar av märket Singer. Martin tävlade i backe vid Aston Hill Hillclimb i närheten av Aston Clinton. De två kompanjonerna bestämde sig för att börja tillverka egna bilar efter en seger i backtävlingen 1914. Det första fordonet tillverkades på Abingdon Road i Kensington i mars 1915. Den första bilen kallades Coal Scuttle och motorn kom från Coventry Climax. Serietillverkningen försenades på grund av första världskriget. En andra bil stod klar 1920 och då i nya lokaler i Henniker Mews i South Kensington. Den blir föregångare till de serietillverkade bilarna.
Bamford lämnade bolaget 1920 då han saknade intresse för biltillverkning. I hans ställe kom Louis Vorow Zborowski (1895–1924) in i bolaget med friskt kapital. Zborowski investerade i bolaget och tävlade även med bilarna. 1922 stod Zborowski för den första stora framgången när han slog världsrekord på Brooklandsovalen med en snittid på 122 km i timmen. 1922 tillverkades bilar för att delta i Frankrikes Grand Prix. Zborowski omkom 1924 vid GP-tävlingen i Monza. 1925 gick Aston Martin i konkurs efter att ha hamnat i en allt svårare ekonomisk sits. Familjen Charnwood med Lady Charnwood och sonen Lord Charnwood (John Benson) engagerade sig nu i bolaget.
Lionel Martin lämnade Aston Martin 1925, och följande år gick flera välbärgade investerare in med kapital, däribland Lord Charnwood, William S. Renwick och Augustus Bertelli. Renwick och Bertelli var även framgångsrika ingenjörer och kom att utveckla bolagets bilar och motorer. De tog kontroll över verksamheten och bytte företagsnamn till Aston Martin Motors Ltd., som är en sammanslagning av Aston Hill och Lionel Martin. De nya ägarna flyttade verksamheten till Victoria Road i Feltham i Middlesex. Nu inleddes intensivt tävlade med framgångar i Mille Miglia, Le Mans och Spa. 1.5-liters tävlingsvagnar blev nu märkets specialitet. Efterhand utrustades bilarna med kompressor. Karosserna tillverkades nu hos Enrico Bertelli, bror till Augustus Bertelli. De ekonomiska lågkonjunkturen i början på 1930-talet ledde till att Sir Arthur Sutherland (1867–1953) blev ny ägare. Sonen Gordon Sutherlund fick ansvaret för bolaget. Augustus Bertelli lämnade bolaget 1936.
Innan och under andra världskriget arbetade Aston Martin på en prototyp kallad Atom. Konceptbilen premiärvisades 1940. Företaget hade inga resurser att sätta bilen i produktion efter kriget. Efter David Browns uppköp 1947 kom produktionen av Aston Martin 2-Litre Sports i gång. Bilen presenterades på British International Motor Show i London 1948 och tillverkades i 16 exemplar. 

### Storhetstiden under David Brown

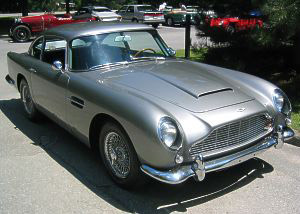
Aston Martin DB5

Storhetstiden för Aston Martin började när traktortillverkaren David Brown övertog företaget 1947, samtidigt som han övertog Lagonda. De båda företagen slogs då ihop och fick då namnet Aston Martin Lagonda Ltd. Eftersom David Brown egentligen enbart var intresserad av Lagondas tekniska kunnande fick märket en undanskymd tillvaro. Flera av Aston Martins modeller har förkortningen DB i namnet, exempelvis DB5, vilket helt enkelt är ägaren David Browns initialer. Aston Martins storhetstid kom till stora delar att finansieras av David Brown Ltd.s traktortillverkning. 1955 följde köpet av karosstillverkaren Tickford. Aston Martins produktion koncentrerades till Tickfords fabriksområde i Newport Pagnell. 
Under 1950-talet var Aston Martin det största engelska märket inom sportsbilracing näst efter Jaguar. Vid 1960-talets början lanserade Aston Martin Formel 1-bil. Man satsade dock på en frontmotorkonstruktion vid en tid då alla andra var i färd med att gå över till mittmotor. Företaget drog sig ur satsningen då den blev alltför kostbar. Märket uppnådde en säregen kultstatus under 1960-talet då både James Bond och medlemmar ur The Beatles stärkte märkets popularitet.
Ingenjören Tadeusz Marek anslöt till Aston Martin och utvecklade flera framgångsrika motorer, bland annat den raka sexan för racingbilen Aston Martin DBR2 (1956) och V8-motorn (1968). DBR2-motorn modifierades och användes i 1960-talets framgångsmodeller DB5 (1963), DB6 (1965) och DBS (1967). Mareks V8-motor användes ända fram till 2000.

### Växlande ägare

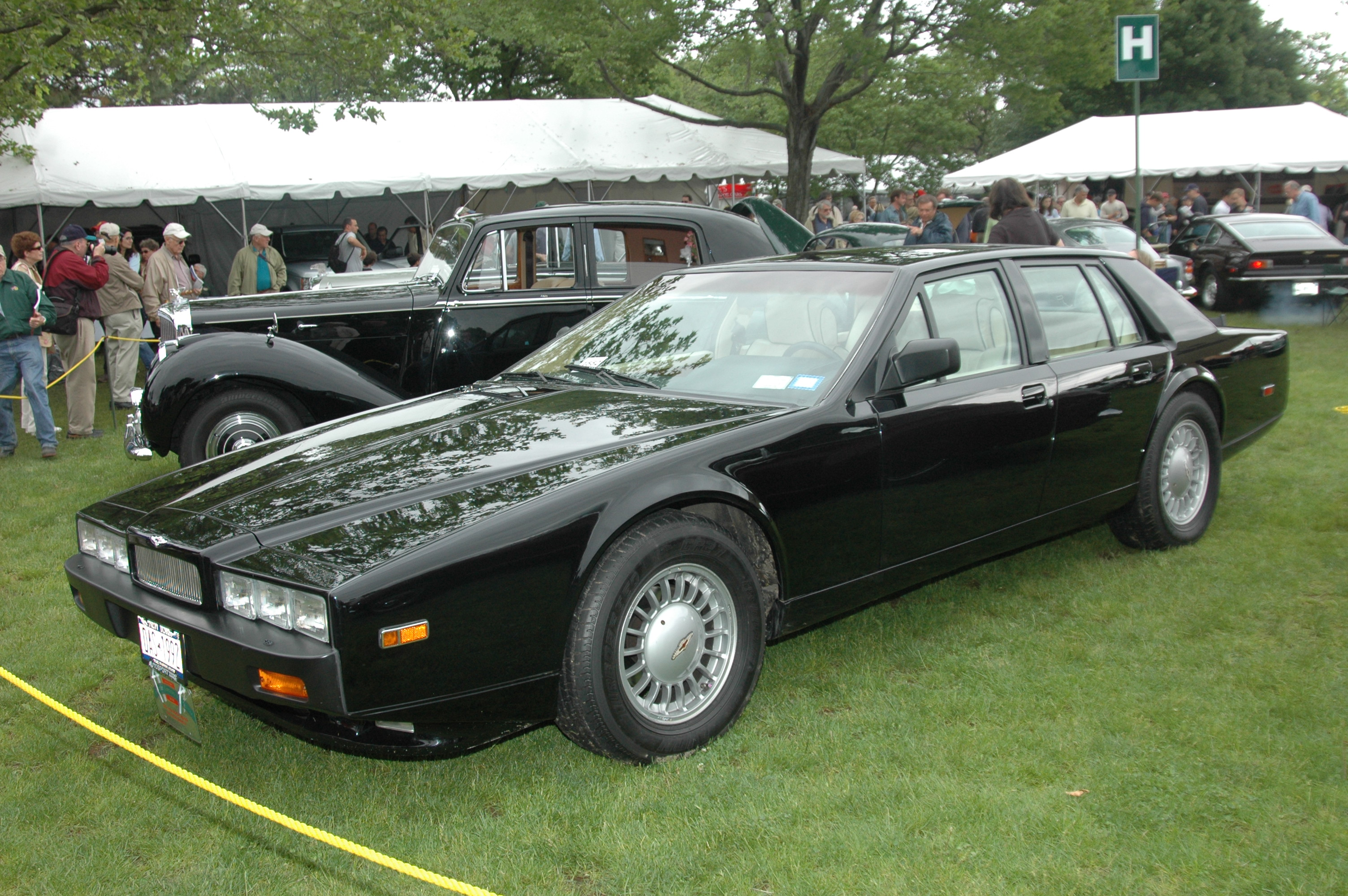
Aston Martin Lagonda

År 1972 sålde David Brown företaget till det Birmingham-baserade konsortiet Company Developments under ledning av William Willson. Aston Martin drabbades hårt av oljekrisen och företaget gick i konkurs 1974. Produktionen låg nere ett drygt år. 1975 följde en ny försäljning på grund av risken för konkurs till affärsmännen Peter Sprague och George Minden. Den nya ledningen lyckades få företaget på fötter igen och modellprogrammet moderniserades med modeller som Lagonda (1976), V8 Vantage (1977) och Volante (1978). Aston Martin Lagonda var en succé i samband med lanseringen och Aston Martin mottog flera hundra beställningar, vilket i och med den delbetalning kunderna fick erlägga vid bokningen hjälpte Aston Martins för tillfället ansträngda likviditet.  Aston Martin V8 Vantage som fick epitetet super car i Storbritannien som världes snabbaste fyrsitsiga serietillverkade bil. Bilen blev Aston Martins toppmodell fram till 1989. 1979 presenterades Aston Martin Bulldog men prototypen kom bara att tillverkas i ett exemplar innan den lades ned på grund av för höga utvecklingskostnader.
I början av 1980-talet var det åter kris på grund av lågkonjunktur och var nära att lägga ner produktionen. Antalet tillverkade Aston Martin hade gått ner till 150 per år kring 1980 och ägarna Peter Sprague och George Minden övervägde att lägga ned produktionen för att istället koncentrera verksamheten till service och restaureringar. Victor Gauntlett blev istället ny chef för företaget och delägare via det egna bolaget Pace Petroleum tillsammans med Tim Hearley och hans bolag CH Industrials 1980. 1981 följde ett komplett övertagande av företaget av Gauntlett och Hearley. 1982 var företagets årsproduktion nere i 30 - det lägsta någonsin. 1987 blev Aston Martin åter en Bond-bil sedan Gauntlett förhandlat fram en överenskommelse med Albert R. Broccoli.

### Forderan

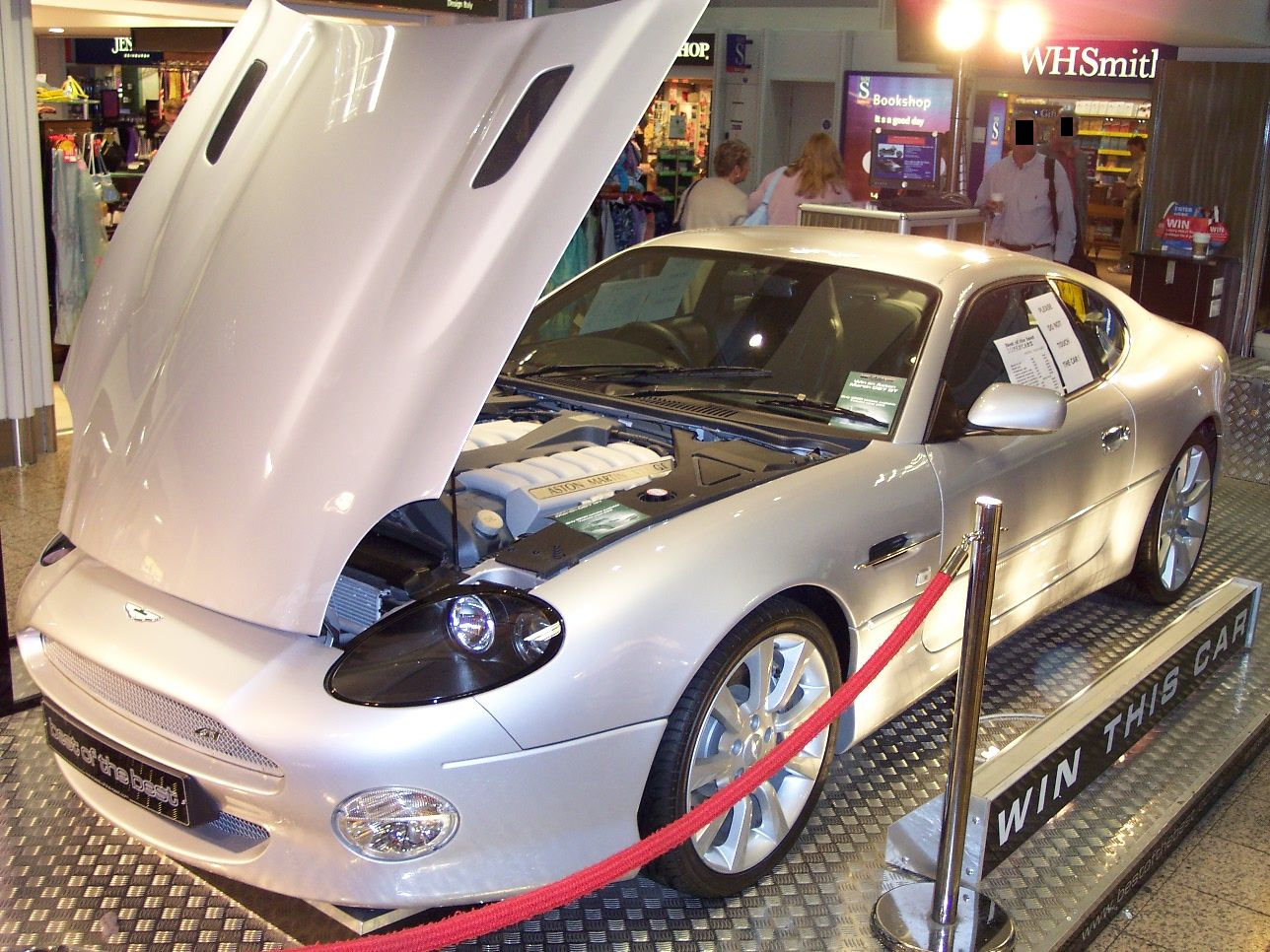
Aston Martin DB 7

Företaget var i stort behov av kapital och Ford via Ford Europa gick in som delägare 1987 och köpte senare hela verksamheten. 1988 följde den första nya modellen på 10 år då Virage introducerades. 1993 följde den nya DB7. DB7 togs fram med hjälp av Fords resurser och blev en nystart. Mycket av tekniken härstammar från likaledes Ford-ägda Jaguar och 1996 introducerades den öppna DB7 Volante. 1995 slogs försäljningsrekordet då 700 fordon tillverkades under ett år. DB7 formgavs av Ian Callum och tillverkades i en ny fabrik i Bloxham (Wykham Mill). Bloxham innebar tillräcklig kapacitet när Aston Martin skulle öka tillverkningsvolymen. Bloxham-fabriken blev ledig sedan Jaguar XJ220 lagts ned och var igång fram till 2004. Callum skulle senare även formge Aston Martin Vanquish (2001) och Aston Martin DB9 (2004).
År 2000 blev Aston Martin en del av Ford Motor Companys Premier Automotive Group. 2000 blev Ulrich Bez ny vd. Bez hade tidigare arbetat på Porsche, BMW och Daewoo, bland annat var han chef för utvecklingen av Porsche 993. Bez låg bland annat bakom en ny modellstrategi med olika moduler som skapade ett stort utbud av olika varianter utifrån VH-plattformen. Bez satte också fokus på kvalitet. Under Bez ledning skedde en mycket stark tillväxt där antalet nya modeller ökade och inte minst antalet tillverkade fordon. Under en tioårsperiod tillverkades 50 000 Aston Martin – tre gånger fler än vad som hade tillverkats från starten 1913 och fram till 2000. 
På grund av Ford Motor Companys ekonomiska problem såldes Aston Martin 2007 till David Richards och de Kuwait-baserade investmentbolagen Investment Dar och Adeem Investment. Det hade inte tillverkats några bilar med namnet Lagonda sedan 1989, då tillverkningen av Aston Martin Lagonda lades ner, när det i september 2008 meddelades det att Lagonda skulle återupplivas. Den 11 november 2014 premiärvisades Lagonda Taraf på en pressvisning i Dubai .
2013 inleddes ett tekniskt partnerskap med Daimler AG (Mercedes-Benz Group) som även gick in som delägare i Aston Martin. Aston Martins bilar fick nu motorer från Mercedes-AMG och även andra komponenter och tekniska system. 2020 gick ett konsortium under ledning av Lawrence Stroll in i bolaget och Stroll utsågs till Executive Chairman. Även Zhejiang Geely Holding Group som bland annat äger Volvo och Lotus Cars är delägare i Aston Martin med 17 procent. 
Aston Martin hade under senare år upplevt en expansion med nya modeller, bland annat en ny Lagonda och företagets första SUV. Verksamheten har också utökats med en ny fabrik i St. Athan i Wales.

## Aston Martin som Bondbil

Den specialutrustade Aston Martin V8 Volante som Bond kör i Iskallt uppdrag.

Aston Martin förknippas av många med James Bond som under 1960-talet körde en silverfärgad Aston Martin DB5 i ett flertal filmer. Många minns en specialutrustad DB5 från filmerna Goldfinger (1964) och Åskbollen (1965). En av de fyra bilar som togs fram för dessa filmer såldes till en anonym schweizisk bilsamlare i januari 2006 för drygt 1,9 miljoner dollar (cirka 14,6 miljoner kr) vid en bilauktion i Phoenix, Arizona. I filmen I hennes majestäts hemliga tjänst (1969) kör Bond en DBS. Två Aston Martin V8, en Vantage och en Volante, förekom även i Iskallt uppdrag (1987).
Dessutom fick Aston Martin ett nytt James Bond-kontrakt inför filmen Die Another Day, där en V12 Vanquish kör omkring på Islands frusna sjöar. En mycket starkt kritiserad detalj var att bilen blev osynlig, med en knapptryckning från föraren.
En Aston Martin DBS förekommer också i Bondfilmerna Casino Royale och Quantum of Solace.
I Spectre (2015) kör Bond en DB9.

## Bilmodeller

### Mellankrigsmodeller

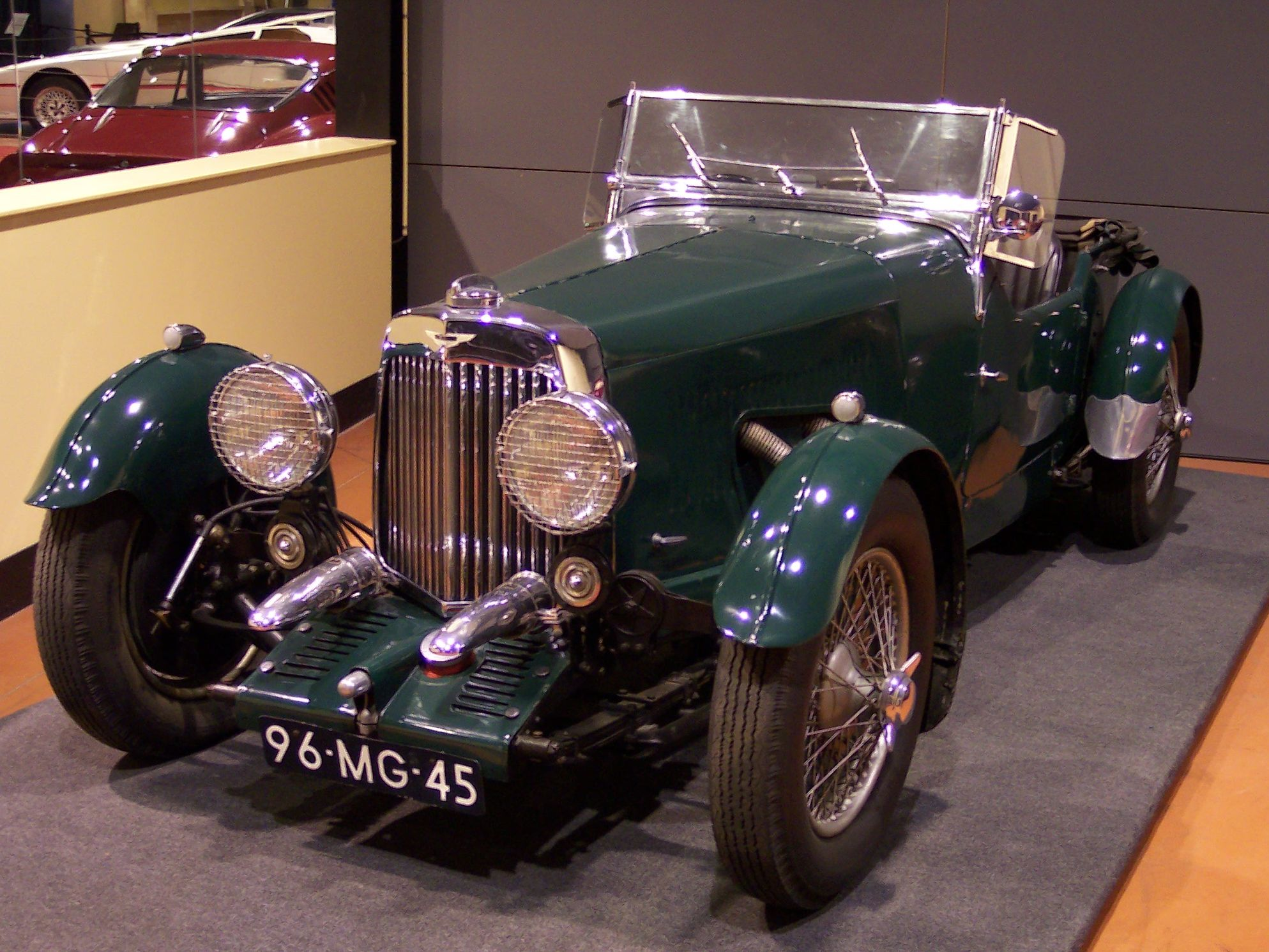
1934 Aston Martin Mark II

- 1921–1925 Aston Martin Standard Sports
- 1927–1932 Aston Martin First Series
- 1929–1932 Aston Martin International
- 1932–1932 Aston Martin International Le Mans
- 1932–1934 Aston Martin Le Mans
- 1933–1934 Aston Martin 12/50 Standard
- 1934–1936 Aston Martin Mk II
- 1934–1936 Aston Martin Ulster
- 1936–1938 Aston Martin 2 litre Speed
- 1937–1939 Aston Martin 15/98
- 1939–1939 Aston Martin 2 litre C-Type

### GT-vagnar

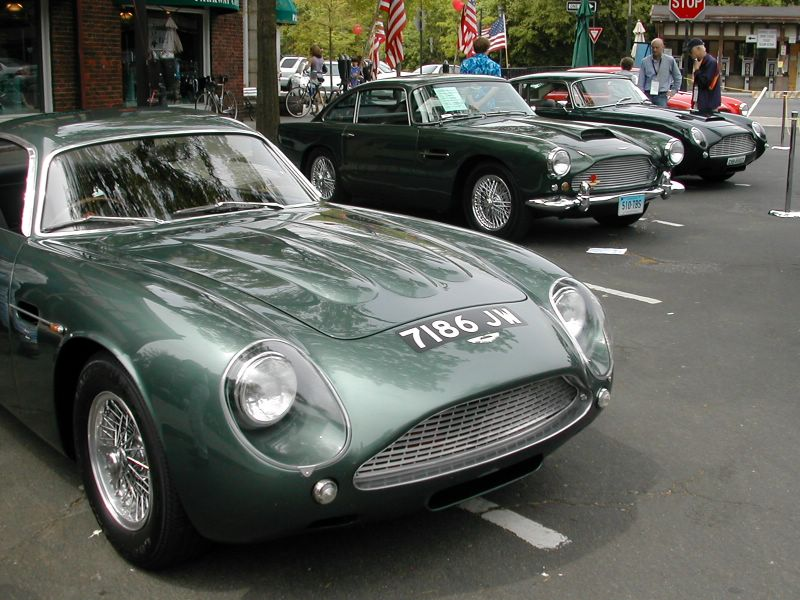
Aston Martin DB4GT Zagato. Bilen i bakgrunden är en DB4

- 1948–1950 Aston Martin 2-Litre Sports (DB1)
- 1950–1953 Aston Martin DB2
- 1953–1957 Aston Martin DB2/4
- 1957–1959 Aston Martin DB Mk III
- 1958–1963 Aston Martin DB4
  - 1961–1963 Aston Martin DB4 GT Zagato
- 1963–1965 Aston Martin DB5
- 1965–1969 Aston Martin DB6
- 1967–1972 Aston Martin DBS
- 1969–1989 Aston Martin V8
- 1993–2003 Aston Martin DB7
  - 1993–1999 Aston Martin DB7
  - 1999–2003 Aston Martin DB7 Vantage
  - 2002–2004 Aston Martin DB AR1
- 2004–2016 Aston Martin DB9
- 2005–2018 Aston Martin V8 Vantage
- 2009–  Aston Martin Rapide
- 2011–2012 Aston Martin Virage
- 2016–  Aston Martin DB11
- 2018–  Aston Martin Vantage

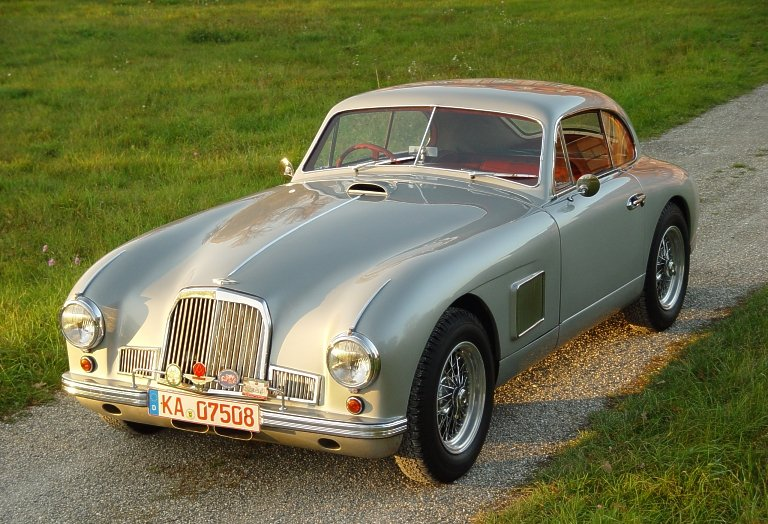
Aston Martin DB2
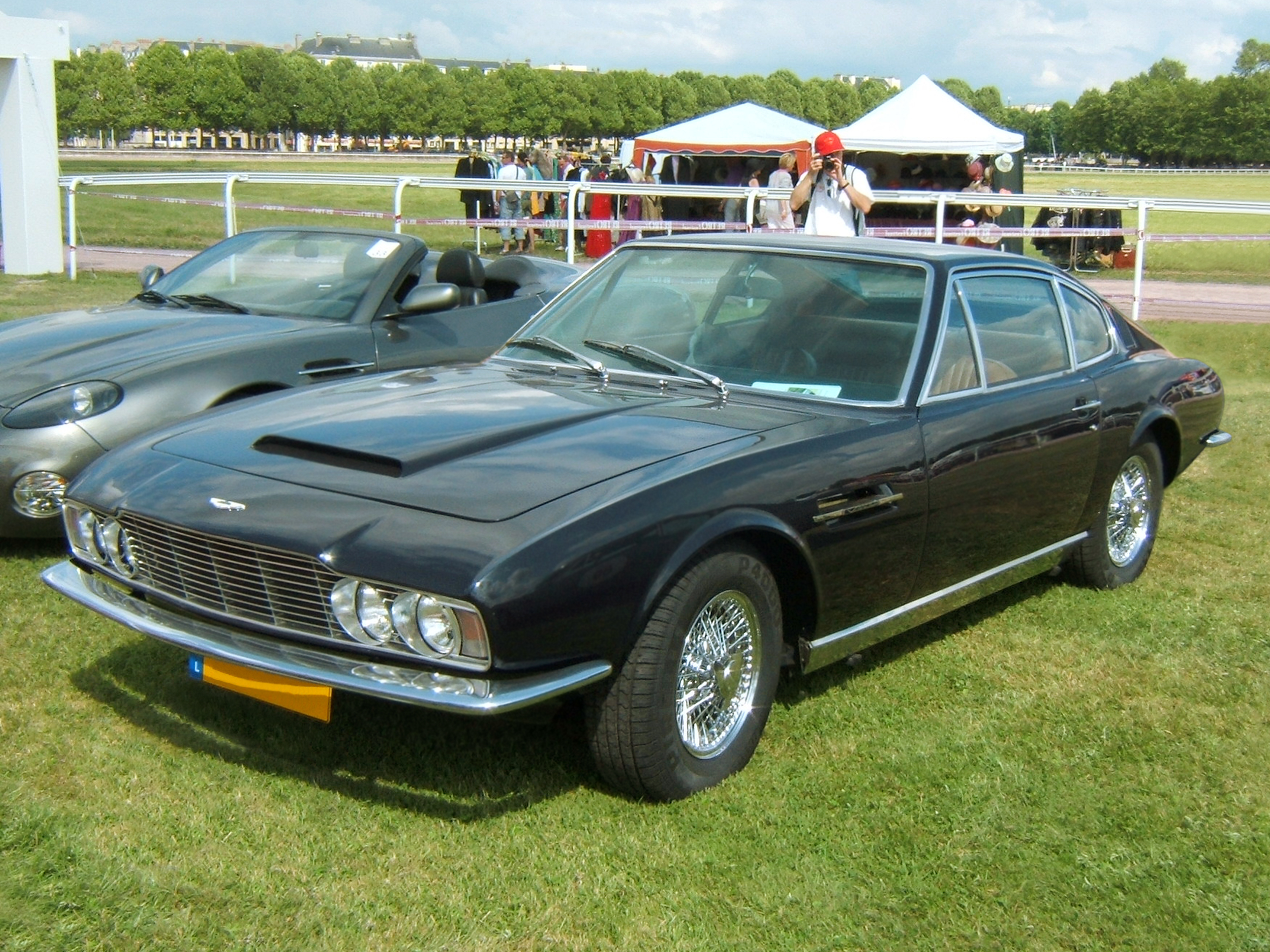
Aston Martin DBS
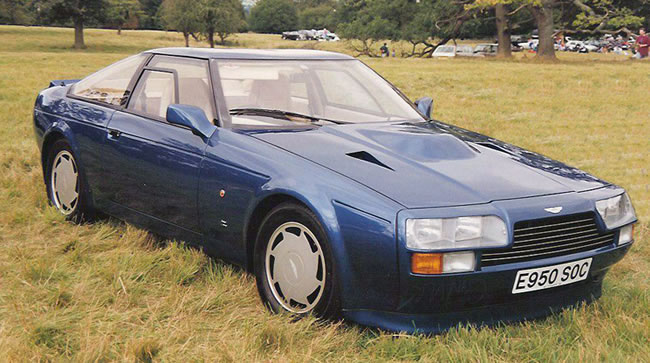
Vantage Zagato
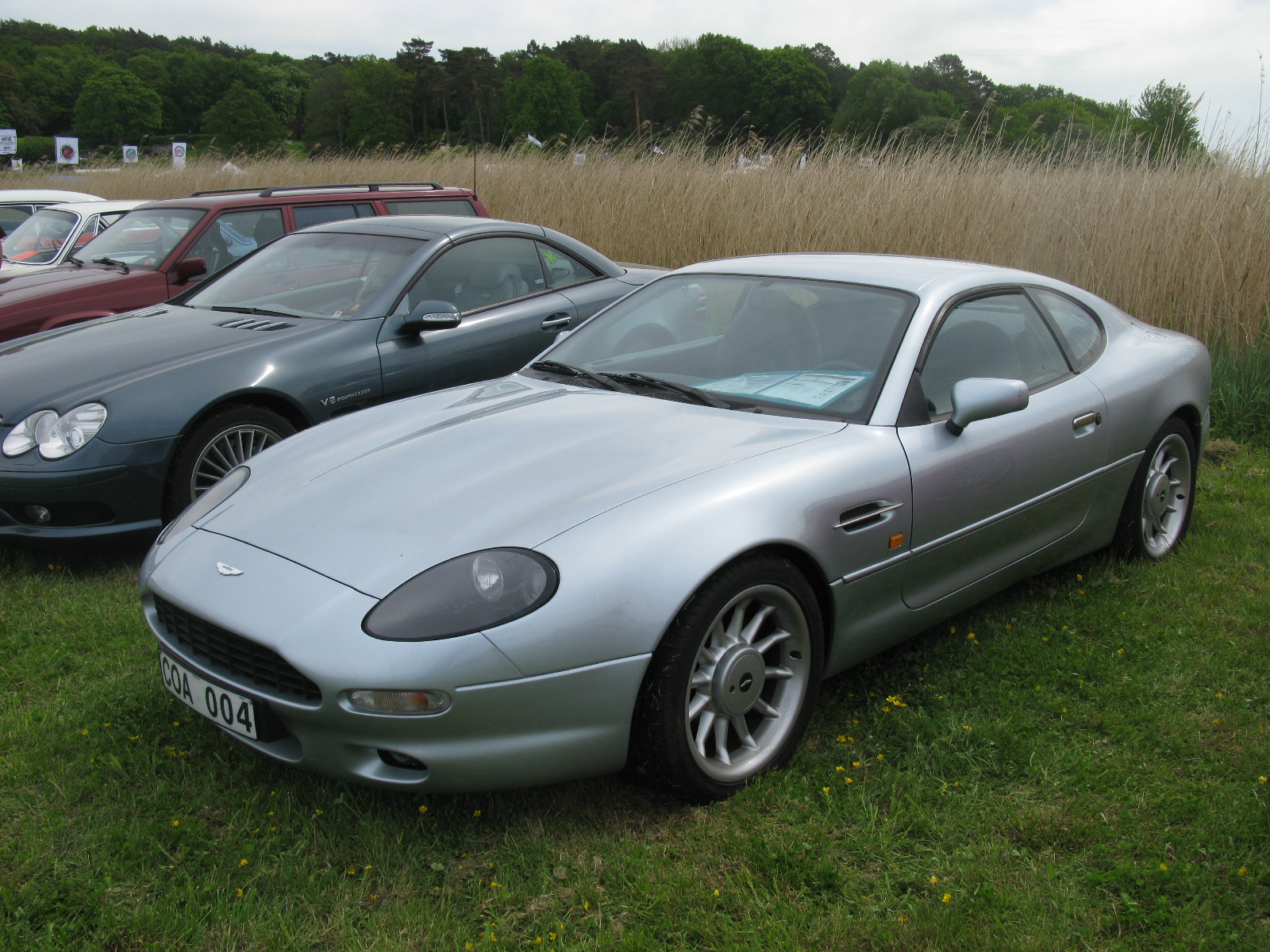
Aston Martin DB7

### Supersportvagnar
- 1977–1989 Aston Martin V8 Vantage
- 1986–1990 Aston Martin V8 Zagato
- 1989–2000 Aston Martin Virage

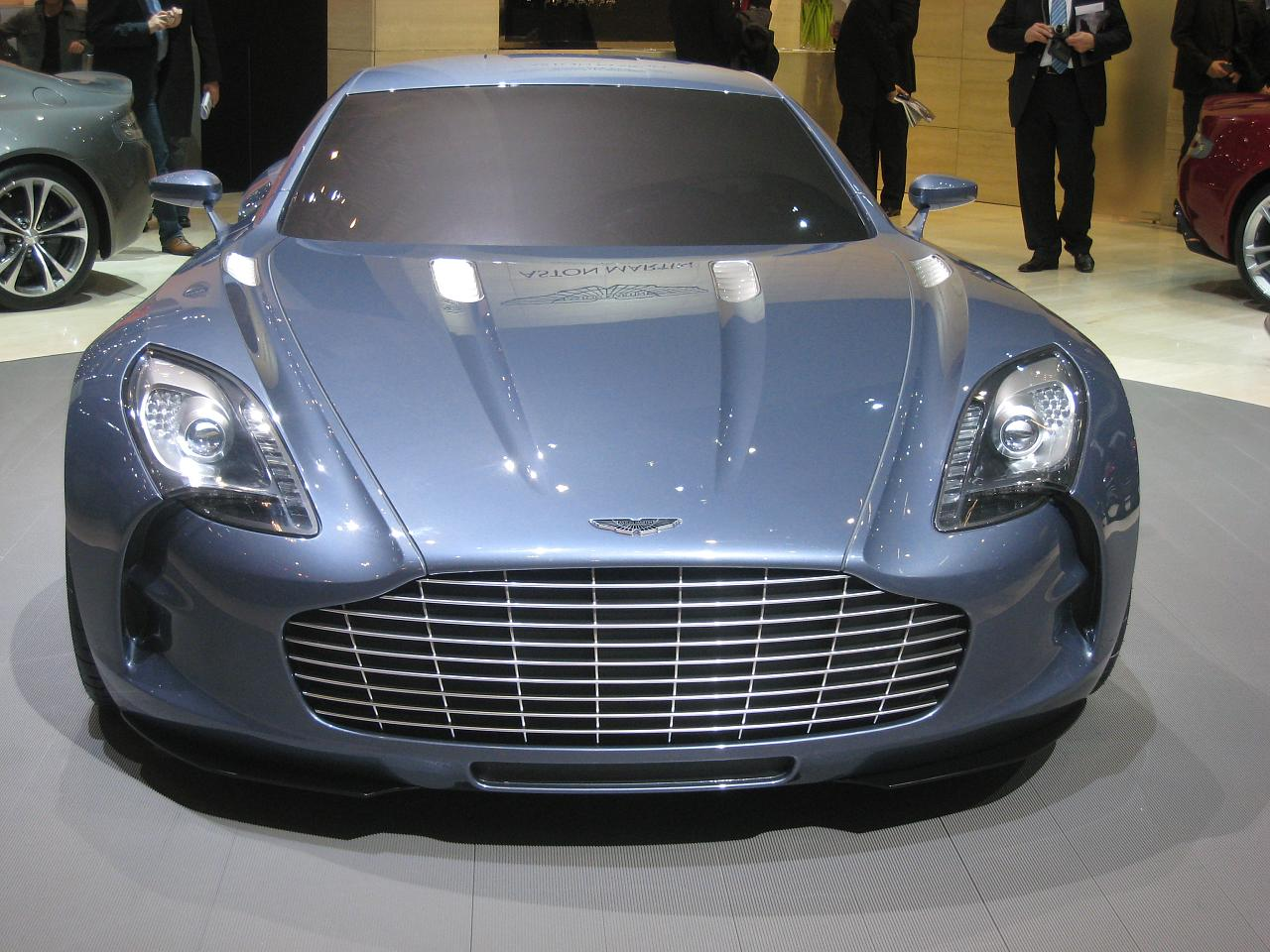
Aston Martin One-77

  - 1989–1996 Aston Martin Virage/Virage Volante
  - 1993–2000 Aston Martin Vantage
  - 1996–2000 Aston Martin V8 Coupe/V8 Volante
- 2001–2004 Aston Martin V12 Vanquish
  - 2004–2007 Aston Martin V12 Vanquish S
- 2008–2012 Aston Martin DBS
- 2010–2011 Aston Martin One-77
- 2012–2018 Aston Martin Vanquish
- 2018–  Aston Martin DBS Superleggera
- 2020–  Aston Martin Valkyrie

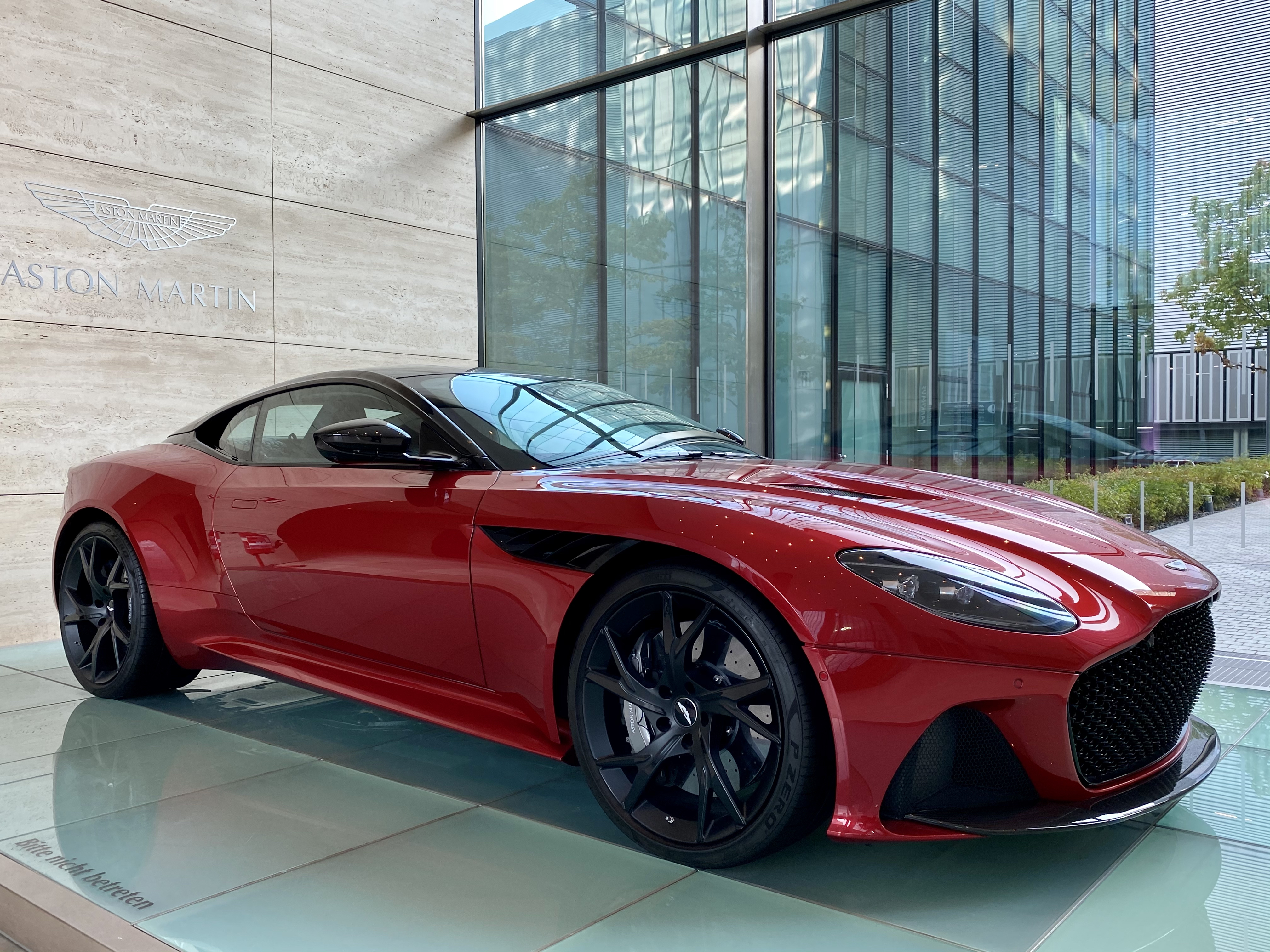
Aston Martin DBS
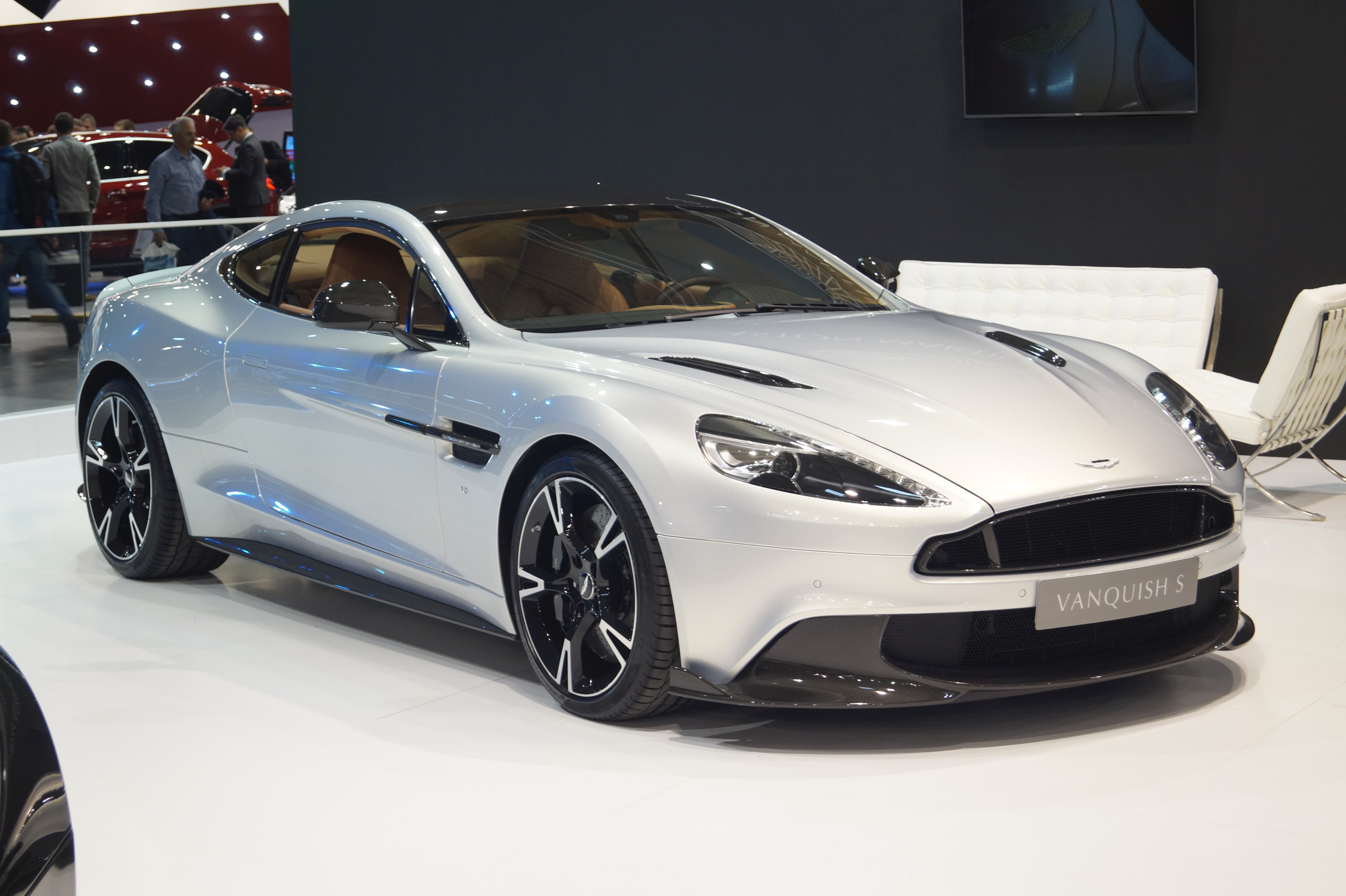
Aston Martin Vanquish
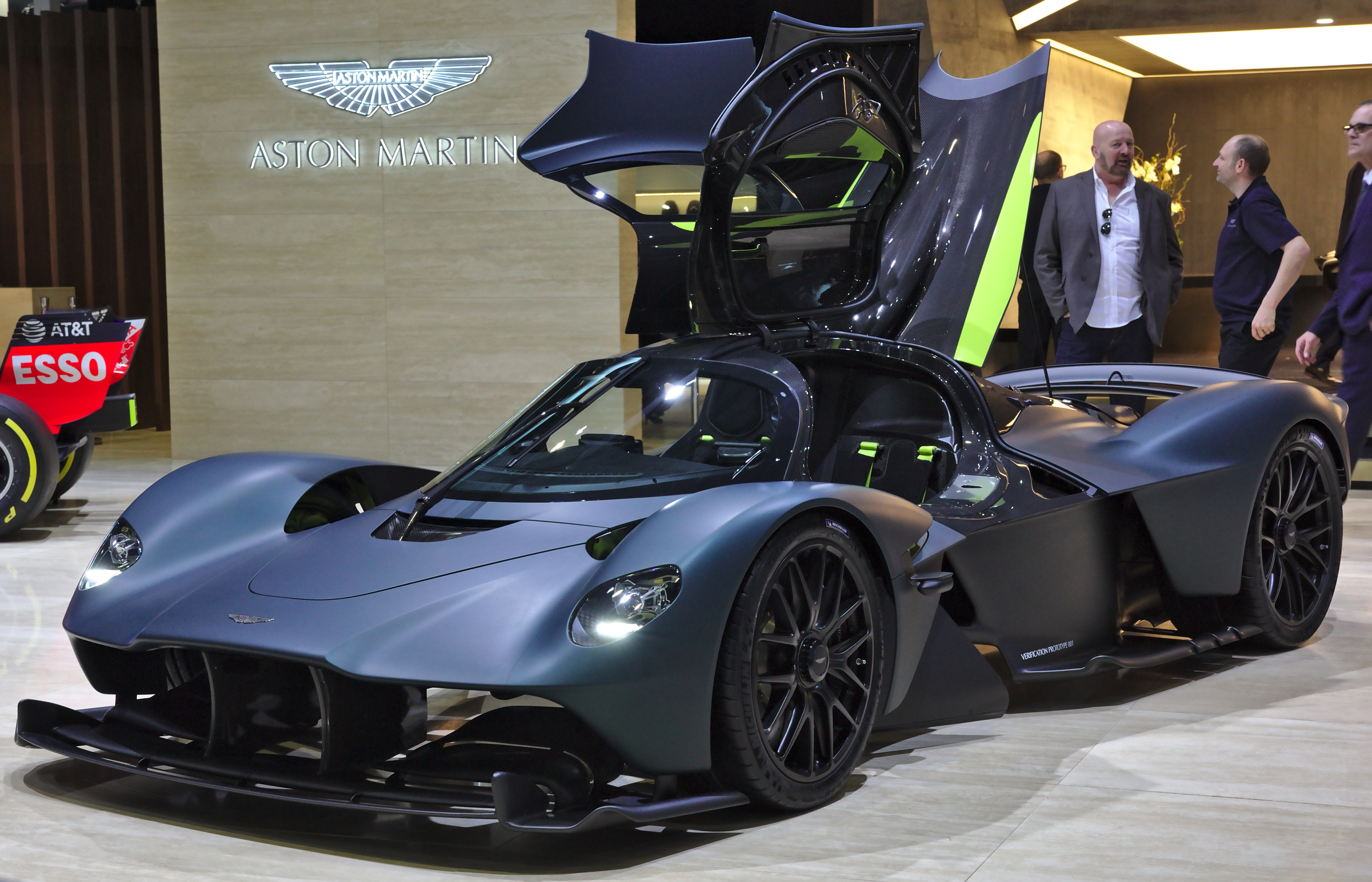
Aston Martin Valkyrie

### Tävlingsvagnar
- 1951–1956 Aston Martin DB3
  - 1951–1953 Aston Martin DB3
  - 1953–1956 Aston Martin DB3S
- 1956–1959 Aston Martin DBR
  - 1956–1959 Aston Martin DBR1
  - 1957 Aston Martin DBR2
  - 1958 Aston Martin DBR3
- 1959–1960 Aston Martin DBR4
  - 1959 Aston Martin DBR4
  - 1960 Aston Martin DBR5
- 1989 Aston Martin AMR1
- 2005–2010 Aston Martin DBR9
- 2006–2013 Aston Martin Vantage GT2/GT3/GT4
- 2009–2010 Aston Martin DBR1-2
- 2011  Aston Martin AMR-One
- 2015–2016 Aston Martin Vulcan
- 2018–  Aston Martin Vantage GTE

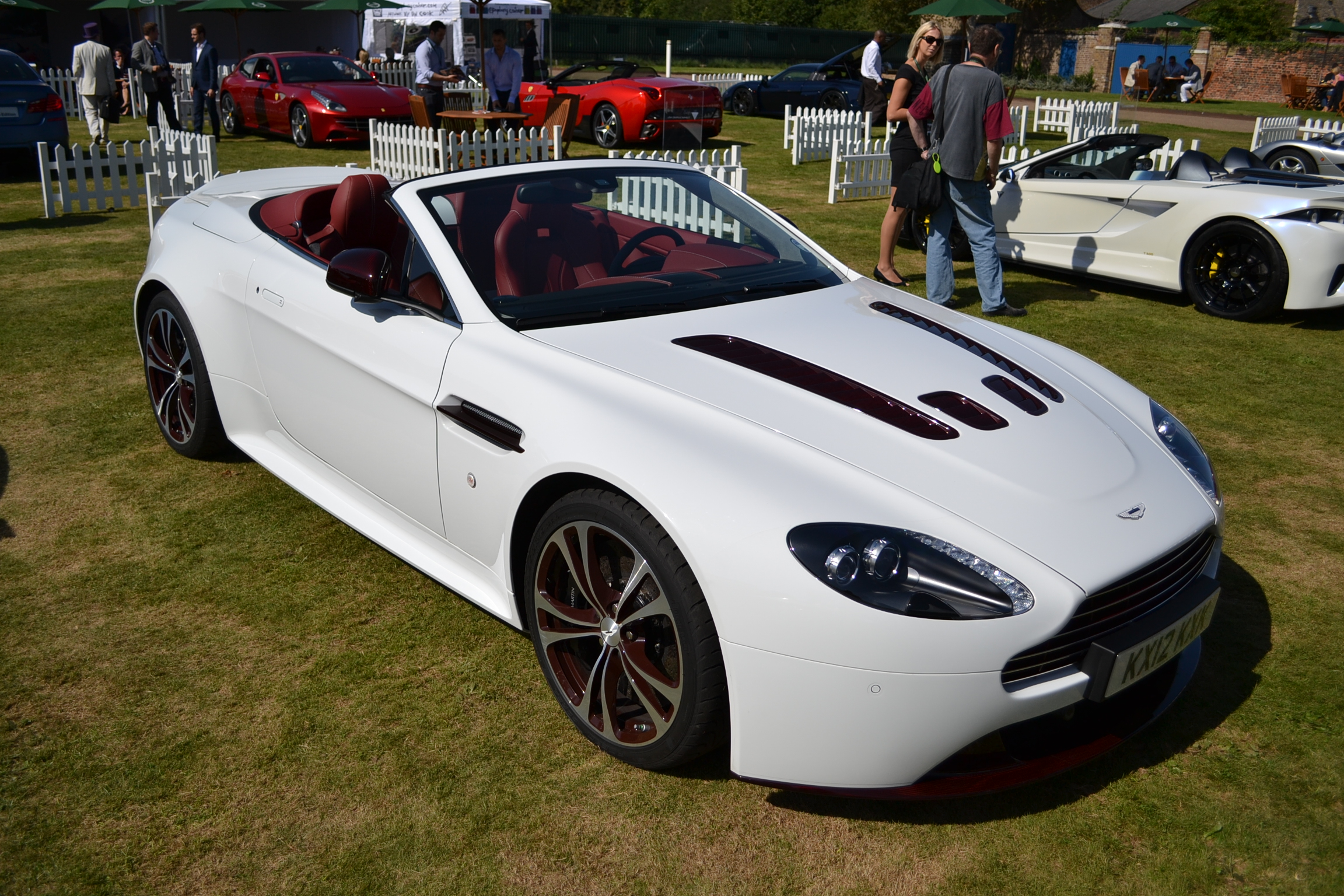
V12 Vantage Roadster
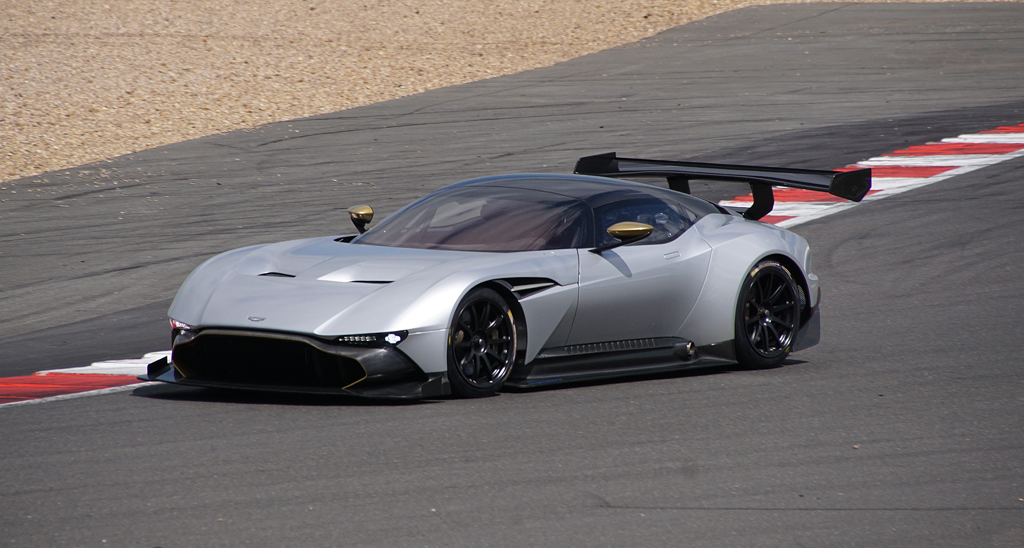
Aston Martin Vulcan
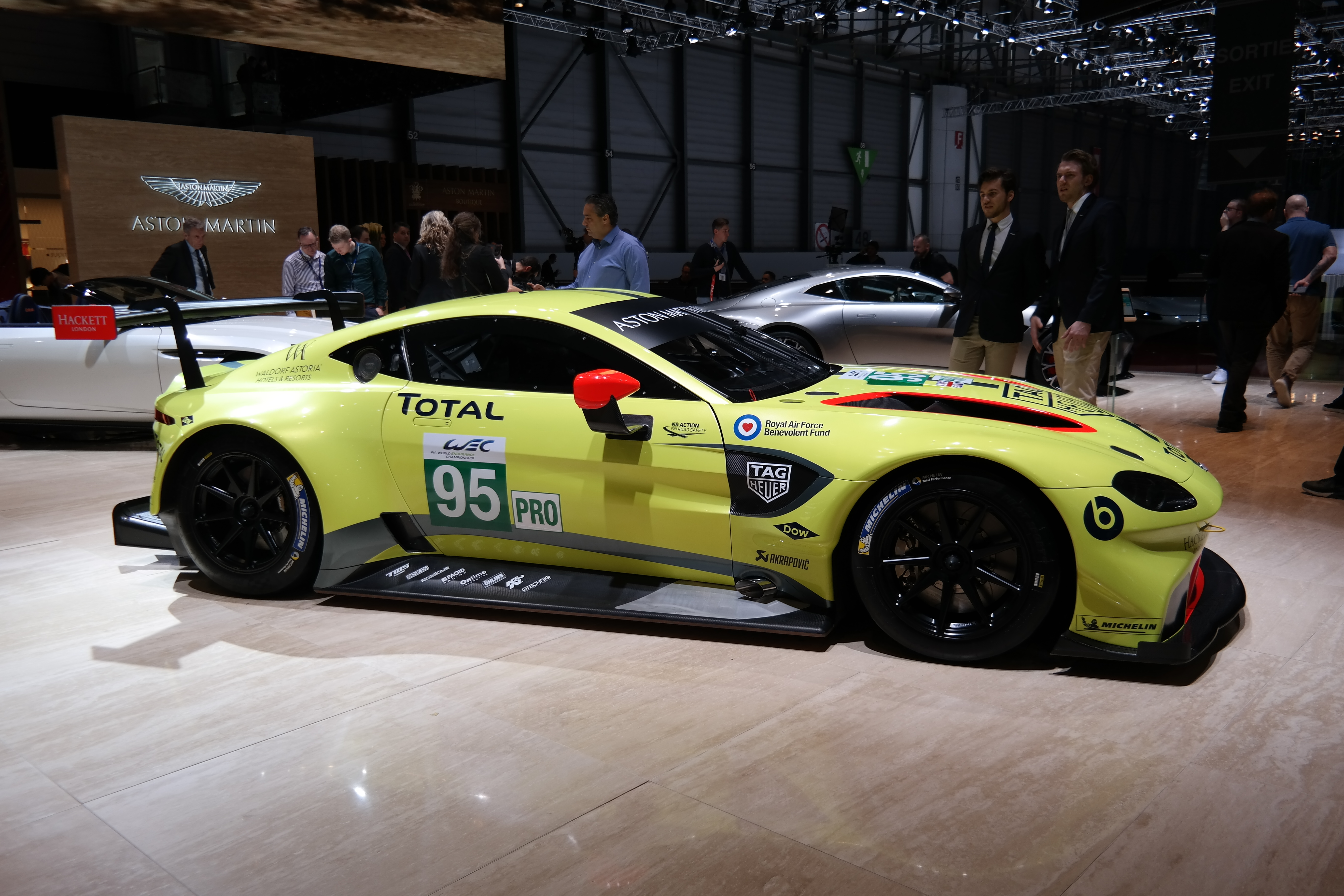
Aston Martin Vantage GTE

### Aston Martin Bulldog
Bulldog var en av 1980-talets mest omtalade konceptbil. Med turboladdad 5.3 liters V8. I test nådde den 700 hk. Den var designad för att kunna nå 320 km/h.

### Övriga modeller
- 1961–1964 Lagonda Rapide
- 1976–1989 Aston Martin Lagonda
- 1980  Aston Martin Bulldog
- 2015  Lagonda Taraf
- 2020–  Aston Martin DBX

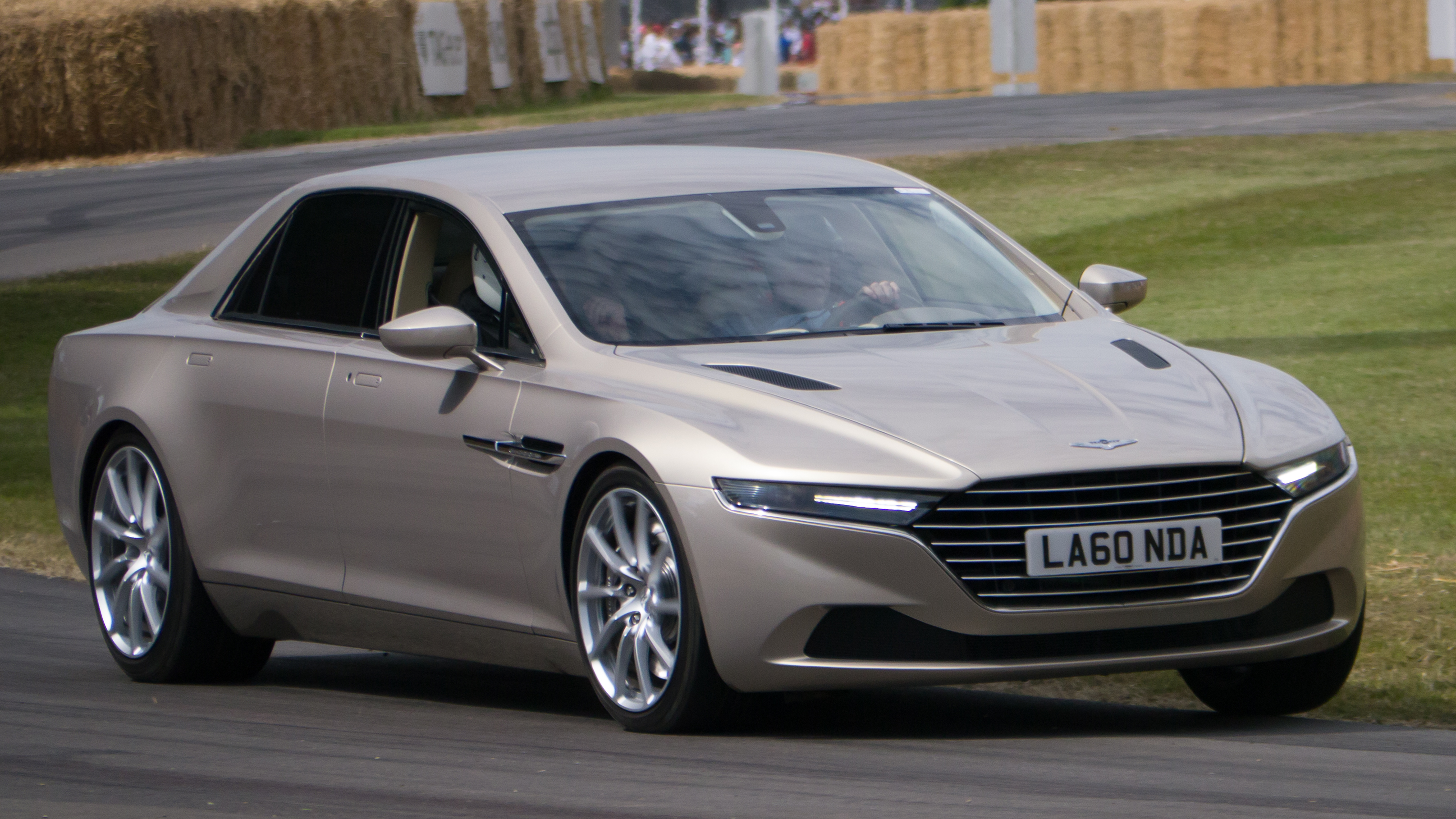
Aston Martin Lagonda Taraf
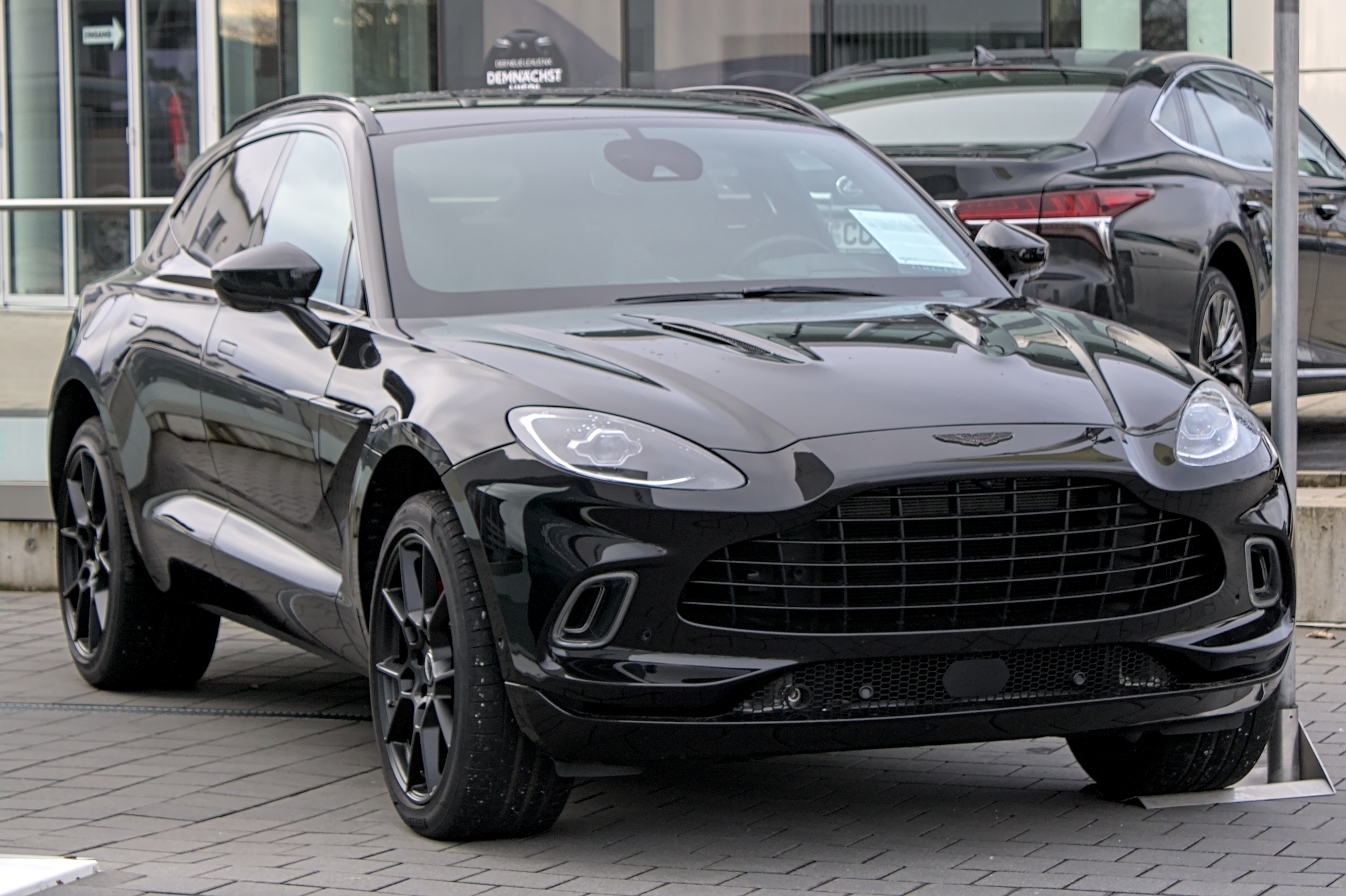
Aston Martin DBX

## Motorsport

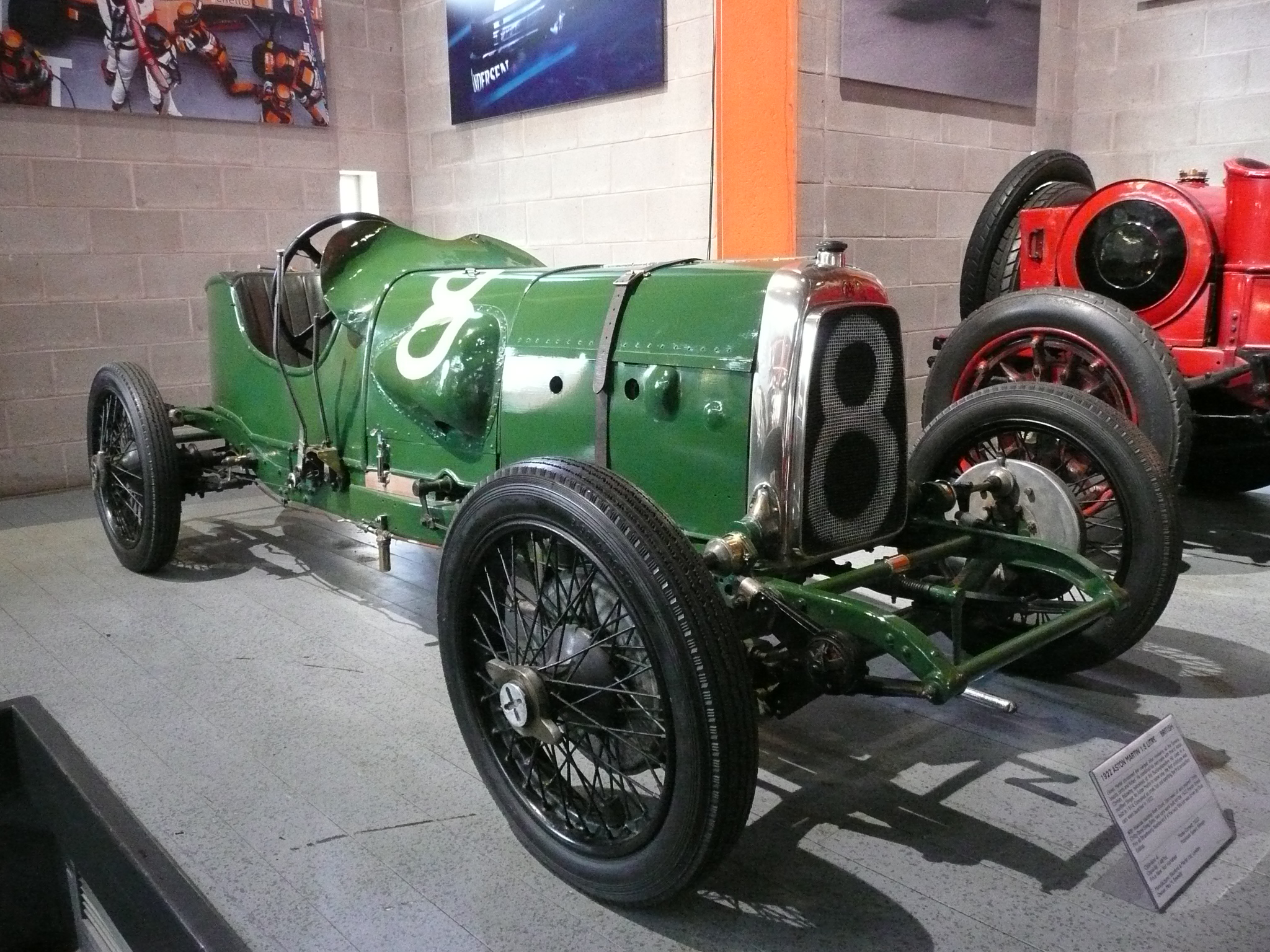
Aston Martin 1922

Aston Martin startade som tillverkare av tävlingsbilar och namnet kommer av backtävlingen i Aston Clinton. Bilarna användes av privatförare i klubbtävlingar och nationella evenemang i Storbritannien. Under tjugo- och trettiotalet deltog Aston Martins bilar även i internationella tävlingar inom grand prix-racing och sportvagnsracing i privat regi.
Först sedan David Brown tagit över företaget efter andra världskriget satte Aston Martin upp ett eget fabriksteam. Stallet tävlade i sportvagns-VM under hela 1950-talet med DB3- och DBR-modellerna. Satsningen kröntes med en VM-titel 1959 inklusive en dubbelseger i Le Mans 24-timmars samma år.
Aston Martin var inblandade i flera halvofficiella sportvagnsprojekt under sextio- och sjuttiotalet men det var först sedan Aston Martin Racing bildats tillsammans med Prodrive som företaget kom tillbaka till motorsporten på allvar. Comebacken startade i GT-racing med DBR9:an och har fortsatt med sportvagnsprototyper som Aston Martin DBR1-2.

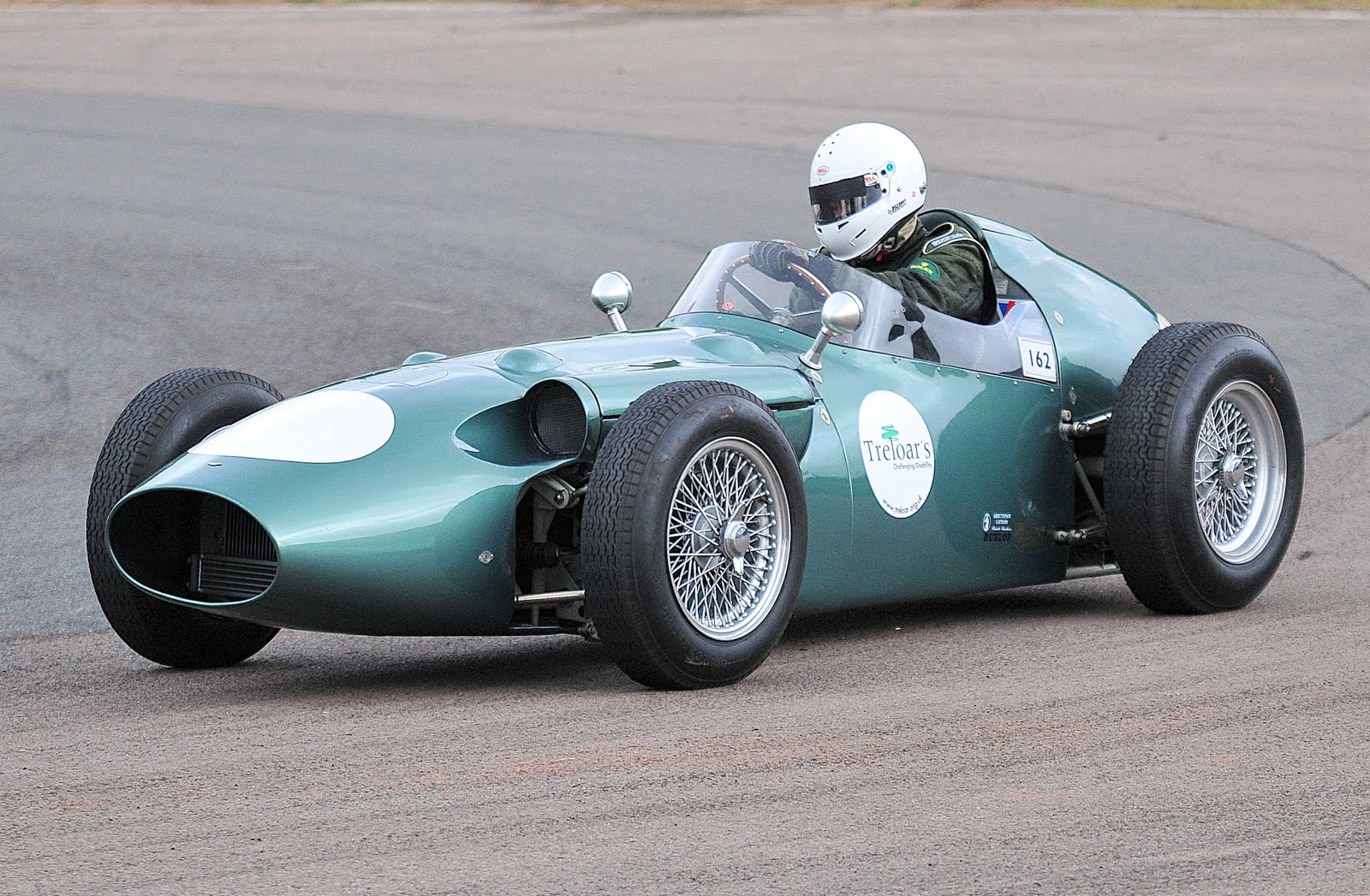
Aston Martin DBR4
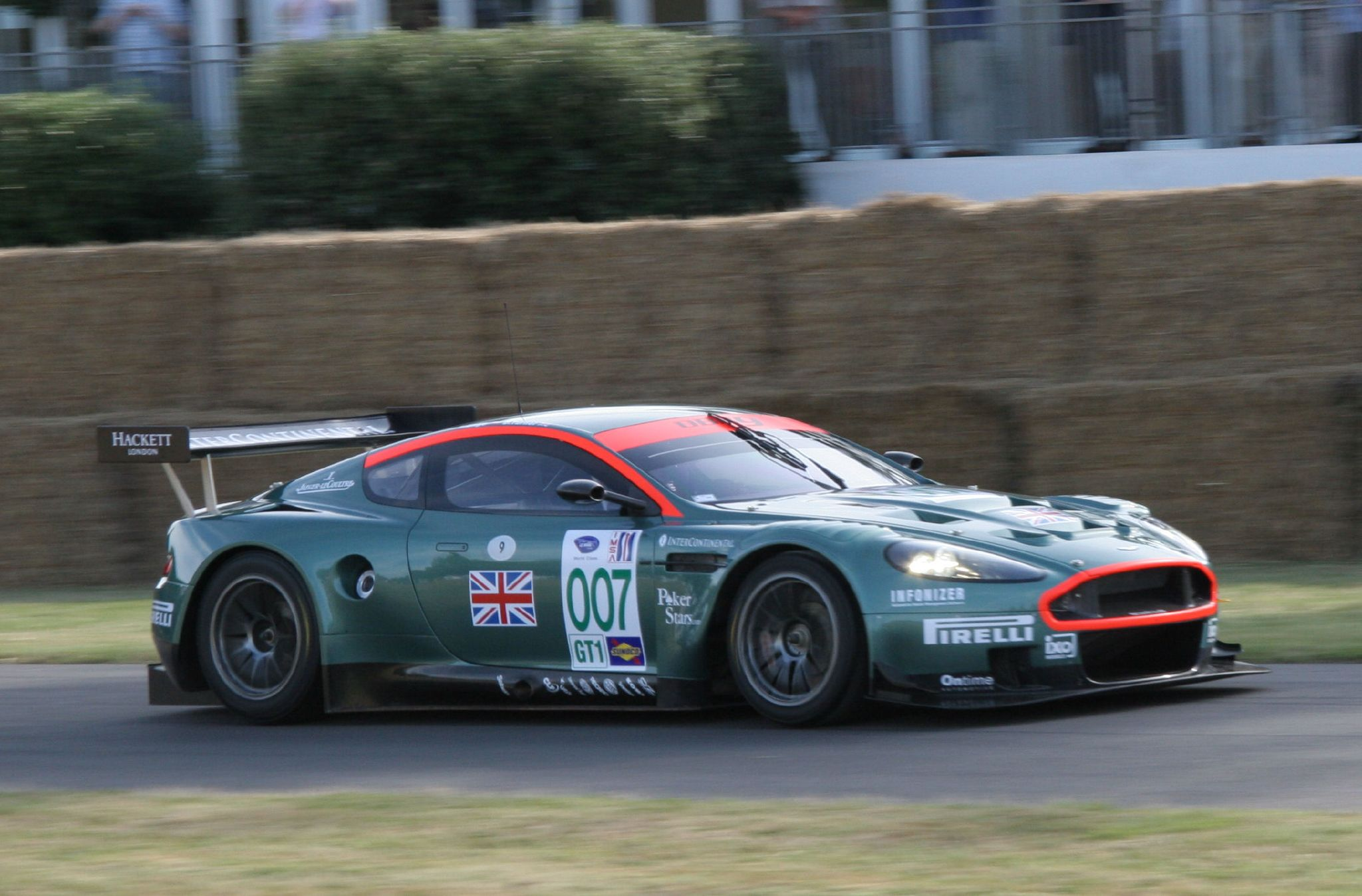
Aston Martin DBR9
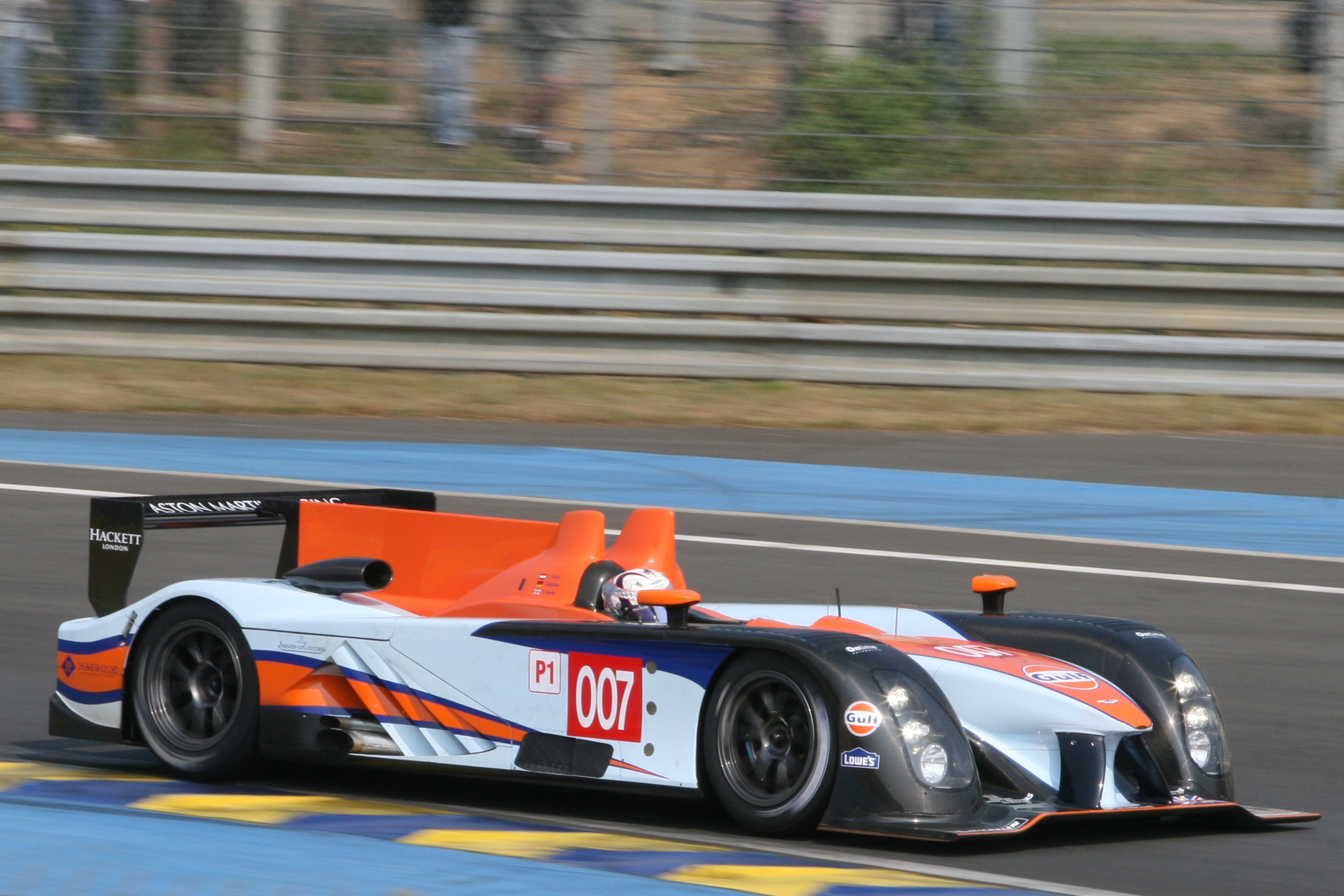
Aston Martin AMR-One

### Formel 1
Aston Martin deltog i sex formel 1-lopp 1959 och 1960 tillsammans med David Brown Corporation. Roy Salvadori lyckades som bäst komma sexa i två lopp 1959.
Aston Martin tävlar som Aston Martin Aramco Cognizant F1 Team åter i Formel 1 sedan 2021 års säsong. Det ägs av ett konsortium bestående av bland andra Lawrence Stroll, Silas Chou och John McCaw Jr. Konsortiet köpte 16,7% av biltillverkaren Aston Martin för 182 miljoner brittiska pund och meddelade att Aston Martin skulle återvända till F1 och vara ett fabriksstall.

#### F1-säsonger
| Säsong | Tävlingsnamn                          | Bil                                 | Motor               | Poäng | Förare 1         | Förare 2            | Förare 3        |
| ------ | ------------------------------------- | ----------------------------------- | ------------------- | ----- | ---------------- | ------------------- | --------------- |
| 1959   | David Brown Corporation               | Aston Martin DBR4                   | Aston Martin 2.5 L6 | 0     | Roy Salvadori    | Carroll Shelby      |                 |
| 1960   | David Brown Corporation               | Aston Martin DBR4 Aston Martin DBR5 | Aston Martin 2.5 L6 | 0     | Roy Salvadori    | Maurice Trintignant |                 |
| 2021   | Aston Martin Cognizant F1 Team        | Aston Martin AMR21                  | Mercedes M12        | 77    | Sebastian Vettel | Lance Stroll        |                 |
| 2022   | Aston Martin Aramco Cognizant F1 Team | Aston Martin AMR22                  | Mercedes            | 55    | Sebastian Vettel | Lance Stroll        | Nico Hülkenberg |